# Världsarv i Syrien
Världsarv i Syrien. Sex av Unescos världsarv ligger i Syrien. Utöver dessa har tolv andra platser nominerats: Hamas vattenhjul, Ugarit, Ebla, Mari, Dura-Europos, Apamea, Qasr al-Hayr ash-sharqi, Maaloula, Tartus, Arwad och två platser i Eufratdalen. Alla sex UNESCOs världsarv har i varierande blivit skadade i kriget.

## Gamla staden i Aleppo
Gamla Staden i Aleppo är stadens historiska centrum som består av antika staden inom murarna och de celliknande kvarteren utanför murarna. Dessa utgör ungefär 350 hektar, och utgjorde hem för över 120 000 invånare under hela 1900-talet. Under 2017 konstaterades att minst 60 procent av Gamla staden förstörts under inbördeskriget.
Gamla staden var känd för sina stora herrgårdar, smala gränder, täckta souker och antika karavanserajer, och finns med i Unescos världsarvslista sedan 1986.

## Bosra

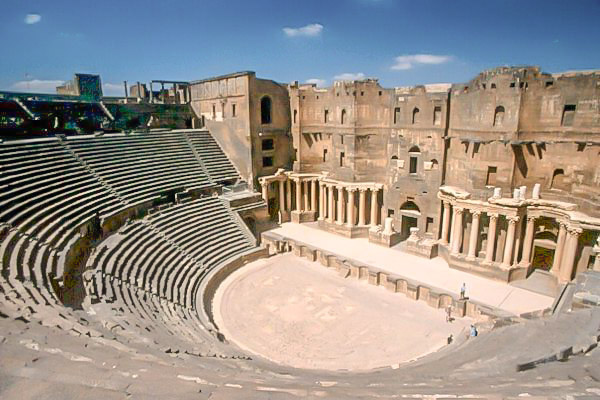
Teatern i staden Bosra, ett av Syriens världsarv.

Bosra är en antik romersk stad känd för sin romerska teater, som möjligtvis är den bäst bevarade i världen. Många delar av den gamla staden är bevarade såsom bad, kolonnader och rester av antika hus och tempel.
Bosra står relativt oskatt från krigets effekter, med minimala skador på amfiteatern men större skador på mindre byggnader i den gamla staden.[källa behövs] Fram till 2014 hade skador av kriget uppstått i form av bombkratrar. Dessutom upptäcktes att taket på Al-Omari-moskén skadats. Sedan området togs över av den syriska armén 2018 har flera restaureringsprojekt genomförts för att renovera dessa skador.

## Damaskus

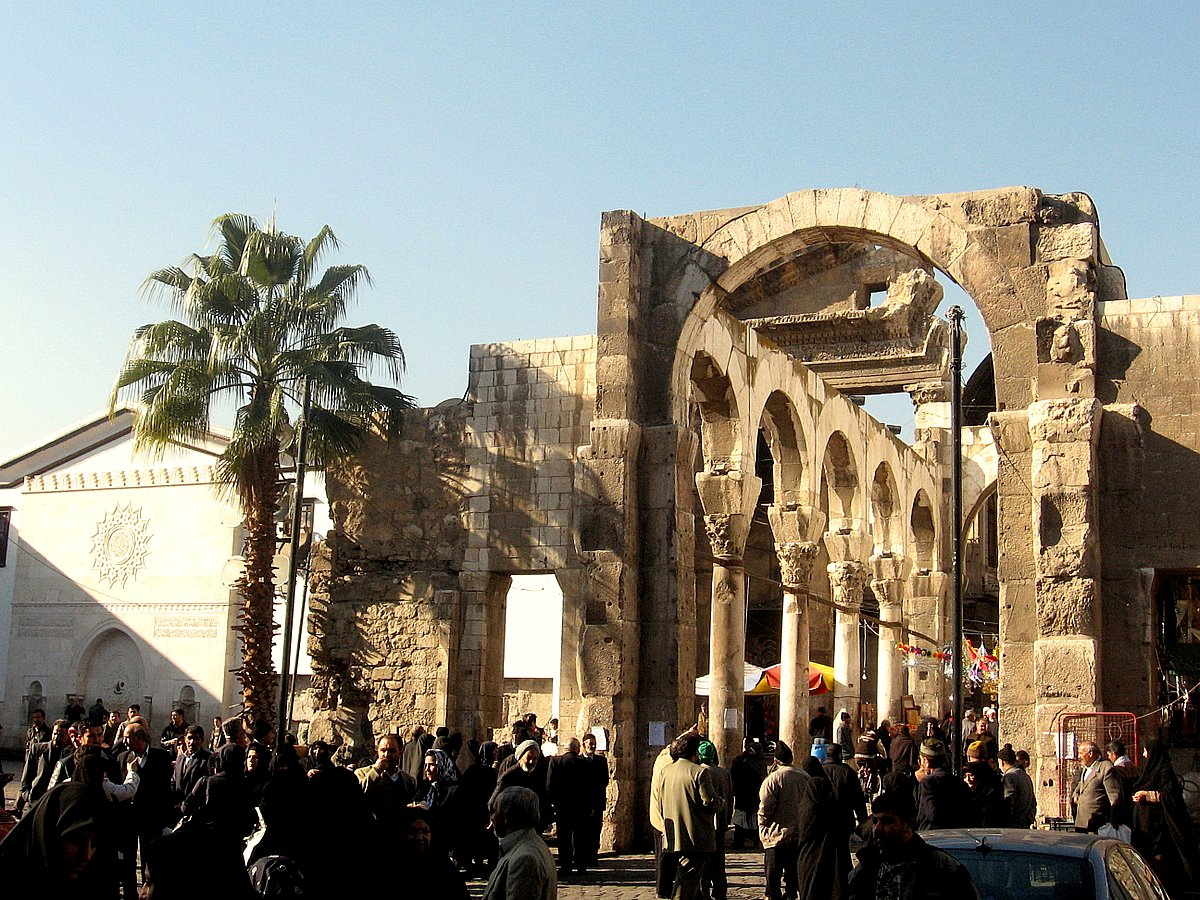
Gamla staden i Damaskus är ett världsarv.

Damaskus är Syriens huvudstad, tillika den näst största staden i landet. Den är en av världens äldsta fortfarande bebodda städer och ett stort kulturellt och religiöst center i Levanten.
Gamla staden i Damaskus upptogs som världsarv 1979. Där finns till exempel Umayyadmoskén från 700-talet bevarad. Gamla staden är även känd för sina antika souker och gamla hus. Staden har också många byggnader från romartiden, såsom Jupiters tempel, och har några av världens äldsta kyrkor, däribland Sankt Paulus kapell.[uppföljning saknas]

## Forntida byar i norra Syrien
De döda städerna består av över 700 övergivna byar i nordvästra Syrien mellan Aleppo och Idlib. De flesta byarna är från 0-talet till 600-talet e.Kr. och övergavs mellan 700-talet och 900-talet. Bosättningarna innefattar välbevarade rester av tempel, cisterner, badhus och många antika kyrkor från tidig kristendom. De mest betydelsefulla är Sankt Simeon Stylites kyrka, Serjilla och al-Bara.
Dessa skadades under inbördeskriget, dels genom att byggnader förefaller ha använts för militär verksamhet men också för att området använts för att frakta materiel från Turkiet.

## Krak des Chevaliers och Qal’at Salah El-Din
Krak des Chevaliers är ett fort från korsfarartiden på 900-talet, och är en av de allra viktigaste bevarade medeltidsslotten i världen. Platsen bosattes först på 1000-talet av kurdiska trupper garnisonerade där av mirdasiderna; det ledde till att den blev känd som Hisn al-Akrad ("Kurdernas slott"). År 1142 gav Raymond II av Tripoli staden till Johanniterorden, som hade den i sin ägo fram till att den föll 1271.
Tillsammans med Qal'at Salah El-Din (Saladins citadell) är Krak des Chevaliers en av de bäst välbevarade exemplen för korsfarartidens arkitektur.[källa behövs] Båda byggnaderna skadades under inbördeskrigets första år. År 2016 rapporterade ABC News att den syriska regeringen bland annat byggde stödstrukturer för att på sikt återställa byggnaderna.

## Palmyra

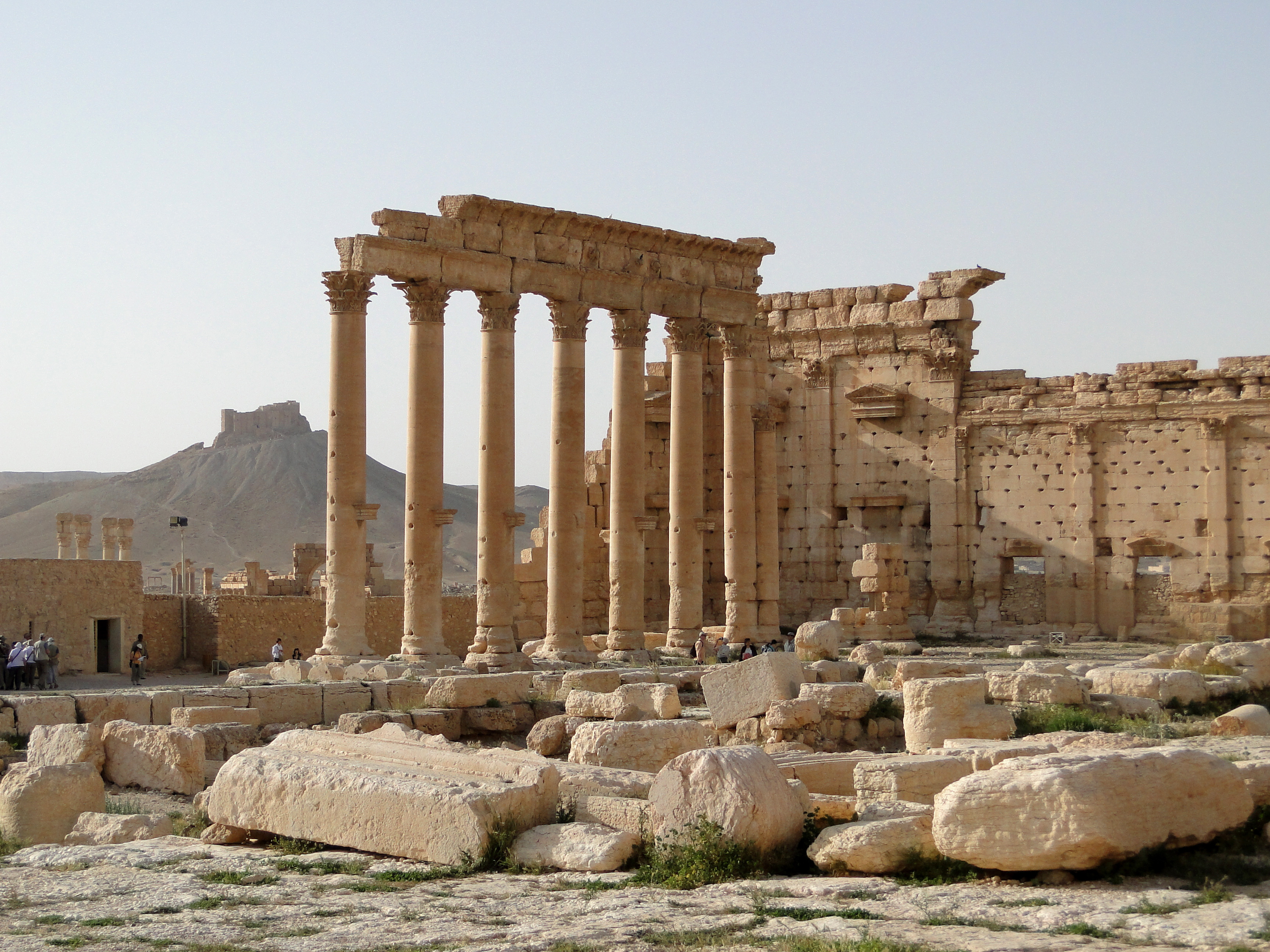
Bals tempel i Palmyra

Palmyra, en stad mitt i syriska öknen, grundades runt 2000 f.Kr. och blev senare en romersk koloni. De antika palmyrerna var kända handelsmän som skapade sig enorma rikedomar genom att byta sällsynta varor från öst. Palmyrerna använde denna rikedom till att bygga stora monument, såsom Bels tempel och Triumfbågen, och formgav även grekisk-romersk och persiskt influerade bas-reliefer. Många av dessa återfinns nu hos världens största internationella museer.[källa behövs]
Området ockuperades av IS 2015 som en månad senare började spränga en del av världsarven.